# 斯利维采战役
斯利维采战役（Battle of Slivice）是捷克地区第二次世界大战中最后的大型战役。1945年5月11日至12日，德军试图向附近的美军投降，防御了当地游击队和苏联军队的进攻。德军最终在5月12日凌晨投降。大约6,000人被苏联军队抓获。

## 战斗
5月11日，由苏联军官叶夫根尼·安东诺维奇·奥列先斯基（Yevgeniy Antonovich Olesenski）领导的游击队试图袭击德国人，但被击退。 苏联陆军部队（近卫空降师第104师）于当天下午抵达并袭击了德军阵地。
袭击以重型火炮和火箭炮轰击开始。 苏军的炮击得到了美国第3集团军第12军第4装甲师的支援。 随后，乌克兰第1、第2和第4方面军的部队攻击了德军阵地。 夜间，防线崩溃，5月12日凌晨3:00左右，普克勒-布格豪斯在拉科维采（Rakovice）工厂签署了投降书，随后美国和苏联代表会签了投降书。 约6000名士兵和大量车辆被俘。 战斗结束后，捷克游击队开始在布尔迪（Brd）森林进行扫荡行动，抓获并处决逃入森林的武装党卫军部队。